# Коронель (Чилі)
Коронель  (ісп. Coronel) — місто і морський порт в Чилі. Адміністративний центр однойменної комуни. Населення — 91 469 осіб (2002). Місто і комуна входить у склад провінції Консепсьйон та області Біо-Біо.
Територія комуни — 279,4 км². Чисельність населення — 104 253 осіб (2007). Густота населення — 373,13 осіб/км².

## Розташування
Місто розташоване в 24 км південніше адміністративного центру області — міста Консепсьйон.
Комуна межує:
- на півночі — із комунами Сан-Педро-де-ла-Пас, Чигуаянте;
- на сході — із комуною Хуалькві;
- на південному-сході — із комуною Санта-Хуана;
- на півдні — із комуною Лота.

На заході комуни розташований Тихий океан.

## Демографія
Згідно відомостям, зібранних у ході перепису Національним інститутом статистики, населення комуни становить 104 253 особи, із яких 51 334 чоловіки і 52919 жінок.
Населення комуни становить 5,26 % від загальної чисельності населення області Біо-Біо. 5,02 % відноситься до сільського населення та 94,98 % — міське населення.